# Rocchetta Nervina
Rocchetta Nervina est une commune italienne de la province d'Imperia dans la région Ligurie en Italie.

## Géographie
Située dans le Parc naturel régional des Alpes Ligures (it), la commune est traversée par la Barbaira.

## Histoire
Des études menées dans la région ont permis la découverte d'artefacts préromains sur le mont Abellio. Le sommet de la montagne tire son nom du dieu vénéré par les populations celtes et ligures qui vivaient à l'origine dans la région. À l'époque romaine, le village jouissait d'une activité économique florissante, liée au commerce et à la production agricole des esclaves et des colons. Des pièces de monnaie romaines de différentes époques représentant des empereurs romains tels que Gordien II et Gordien III ont été retrouvées dans certaines zones.
Les premières mentions de Rocchetta Nervina remontent à 1186, lorsqu'un manuscrit médiéval, sous le règne des comtes de Vintimille, mentionne le village de Castrum Barbairae, nommé d'après le ruisseau Barbaira. Le document relate une rébellion des habitants contre le seigneur local, Enrichetto dei Conti di Ventimiglia, qui, contraint de fuir, se réfugia dans son château.
Anciennement rattaché au district de Saorge, le territoire de Rocchetta passa aux mains de la famille Doria en 1342, devenant ainsi une partie du marquisat de Dolceacqua. De 1348 à 1378, le village fut le théâtre de représailles, d'incendies et de raids en raison des conflits entre le duché de Savoie, la famille Doria et les habitants de Rocchetta. Parmi les événements marquants survenus dans le comté de Rocchetta, on trouve la dévastation causée par le « tyran de Dolceacqua », Imperiale Doria, en 1360.
Retournant sous le règne de la famille de Savoie, le territoire fut réuni au marquisat de Dolceacqua en 1559, sous le règne de Stefano Doria. À partir de 1723, le territoire de Rocchetta fut rattaché au comté de Nice et, à partir de 1729, à la province de Sospel. En 1732, la vassalité de Rocchetta Nervina passa à la famille Perrucca.
En 1793, elle fut rattachée au canton de Perinaldo (district de Menton), dans le département français des Alpes-Maritimes. À partir de 1805, avec le Premier Empire, Rocchetta Nervina resta dans le même canton (le chef-lieu étant déplacé à Dolceacqua), mais passa dans le nouveau district de Sanremo, dans le même département français, étendu à l'est par l'annexion d'une partie de la République ligurienne.
Avec la chute de Napoléon Bonaparte, et conformément aux dispositions du Congrès de Vienne de 1814, la commune de Rocchetta Nervina passa au Royaume de Sardaigne. Faisant partie du Royaume d'Italie de 1861 à 1926, le territoire fut inclus dans le troisième district de Dolceacqua, dans le district de Sanremo, faisant partie de la province de Nice (plus tard province de Porto Maurizio et, à partir de 1923, province d'Imperia).
En 1862, par décret royal, elle prit le nom de Rocchetta Nervina.
De 1973 au 30 avril 2011, elle faisait partie de la Communauté de Montagne d'Intemelia.

## Administration
| Période                                  | Période  | Identité       | Étiquette     | Qualité |
| ---------------------------------------- | -------- | -------------- | ------------- | ------- |
| 3 avril 2005                             | En cours | Alina Gastaudo | Liste civique |         |
| Les données manquantes sont à compléter. |          |                |               |         |

### Communes limitrophes
Apricale, Dolceacqua, Isolabona, Pigna (Italie)